# Jack Payne
Jack Payne (22 de agosto de 1899 – 4 de diciembre de 1969) fue un músico y líder de banda de nacionalidad británica.

## Biografía
Su verdadero nombre era John Wesley Vivian Payne, nació en Leamington Spa, Inglaterra, y era el único hijo de un encargado de un almacén musical. Mientras servía en el Cuerpo Aéreo Real tocaba el piano en bandas de baile de  aficionados.
Payne sirvió en la Real Fuerza Aérea Británica durante la Primera Guerra Mundial, y dirigió bandas  de baile para las tropas. Antes de formar parte de la Real Fuerza Aérea Británica, tocó con el grupo de artistas "The Allies", un grupo de voluntarios que interpretaba para los soldados heridos que convalecían en la zona de Birmingham. 
En la década de 1920 tocaba en una banda de seis instrumentos que fue la base para el grupo de música del Hotel Cecil de Londres en 1925. Esta formación tocaba con regularidad en la BBC a finales de la década, y en 1928 Payne fue director de música de baile de la BBC. Su tema musical era la pieza de Irving Berlin "Say it With Music". Tras dejar la BBC en 1932 y ser sustituido por Henry Hall, volvió a tocar en hoteles y en giras a lo largo del país, además de intervenir en los filmes Say it with Music (1932) y Sunshine Ahead (1936). En la década de 1930 dedicó menos tiempo a las giras, aunque viajó por Sudáfrica y Francia, concentrando sus esfuerzos en dirigir una agencia teatral.
Payne escribió tres valses de éxito, "Blue Pacific Moonlight", "Underneath the Spanish Stars" y "Pagan Serenade", que se publicaron en los años treinta.
Payne hizo también algunas grabaciones de jazz, incluyendo colaboraciones con Garland Wilson. En 1941 volvió al puesto de director de música de baile de la BBC, permaneciendo en él hasta 1946. Payne contrató como cantantes de su orquesta a dos jóvenes adolescentes, Carole Carr y Lizbeth Webb, la estrella de Bless The Bride. En ese período Art Christmas era uno de los músicos que tocaban con él. 
Tras todo ello, decidió dedicarse a la ocupación de disc jockey, y en 1955 continuó con el giro a su carrera presentando su propio programa televisivo en la BBC, Words and Music, que se mantuvo en antena durante tres temporadas. También actuó de manera ocasional en la televisión en diferentes programas musicales de fama de la época, así como panelista en el show Juke Box Jury. En sus últimos años Payne dirigió un hotel, The Middle House, en Mayfield, Sussex del Este, aventura financiera que no tuvo éxito. Además, Payne escribió dos autobiografías, This is Jack Payne (1932) y Signature Tune (1947).
Payne se casó dos veces. Su primera esposa falleció tras 16 años de matrimonio. Con su segunda esposa, la pianista y compositora Peggy Cochrane, tuvo una hija adoptada. 
Jack Payne falleció en diciembre de 1969 en Londres, Inglaterra.